# Escapade (film, 1932)
Pour plus de détails, voir Fiche technique et Distribution.
Escapade est un film américain réalisé par Richard Thorpe, sorti en 1932.

## Synopsis
À sa sortie de prison, Phillip Whitney annonce à son ami Bennie qu'il va désormais marcher droit, puis rend visite à son frère John, un avocat, qui n'était pas au courant que Phillip avait été incarcéré. Comme John est très pris par son travail, Phillip devient ami avec sa femme Kay, et ils tombent rapidement amoureux l'un de l'autre. Ils regrettent bientôt ce qui est arrivé et Phillip décide de partir. Mais il aperçoit près de la maison de son frère un ancien codétenu, Gympy McLane, et se souvient que ce dernier voulait se venger de John. Phillip se confronte avec McLane, mais dans les tirs qui s'ensuivent, les deux hommes sont touchés mortellement. John n'apprendra donc jamais l'infidélité de sa femme. 

## Fiche technique
- Titre original : Escapade
- Titre anglais : Dangerous Ground
- Réalisation : Richard Thorpe
- Scénario : Edward T. Lowe Jr.
- Photographie : M. A. Anderson
- Son : Pete Clark
- Producteurs : George R. Batcheller, Maury M. Cohen
- Société de production : Invincible Pictures
- Société de distribution : Chesterfield Motion Pictures Corporation
- Pays de production :  États-Unis
- Langue originale : anglais
- Format : noir et blanc — 35 mm — 1,37:1 — son Mono (RCA Photophone)
- Genre : drame
- Durée : 67 minutes
- Date de sortie :
  - États-Unis : 1er avril 1932

## Distribution
- Anthony Bushell : Philip Whitney
- Sally Blane : Kay Whitney
- Thomas E. Jackson : Bennie
- Jameson Thomas : John Whitney
- Walter Long : Gympy McLane
- Carmelita Geraghty : Mildred
- Phillips Smalley : Wally Hines
- David Mir : le poète